# Norme bonnaudienne
La norme bonnaudienne, appelée par ses utilisateurs écriture auvergnate unifiée, est une norme linguistique qui fixe l'auvergnat. C'est une alternative à la norme classique de l'occitan.
Créée par Pierre Bonnaud et son association Cercle Terre d'Auvergne, elle a été conçue pour s'adapter précisément au dialecte auvergnat et ses différentes variétés locales afin de faire ressortir leurs particularités. Elle a été partiellement utilisée dans l'enseignement dès sa création dans les années 1970 et jusqu'au début des années 2000.
Malgré ses qualités propres, cette norme n'a pas réussi à s'imposer face à la norme classique. Elle a été adaptée par son inventeur au poitevin-saintongeais et aux parlers septentrionaux du languedocien mais n'a jamais vraiment été utilisée pour ceux-ci.
Elle est critiquée dans le monde universitaire et de la linguistique,,,.

## Origine
Cette orthographe a été créée au milieu des années 1970 en suivant la graphie écrite du français. Codification avant tout contemporaine, l'écriture auvergnate unifiée est mise au point en 1973 par Pierre Bonnaud. Cette écriture se veut la plus phonétique possible et omet volontairement les aspects étymologiques.

## Dénominations
Les promoteurs de cette norme ont choisi le terme d'« écriture auvergnate unifiée » (« eicritürà euvarnhatà vunefiadà »). Cette graphie se définit elle-même comme « auvergnat littéraire et pédagogique ». Les défenseurs de la norme classique la nomment généralement « norme bonnaudienne »,.

## Utilisations

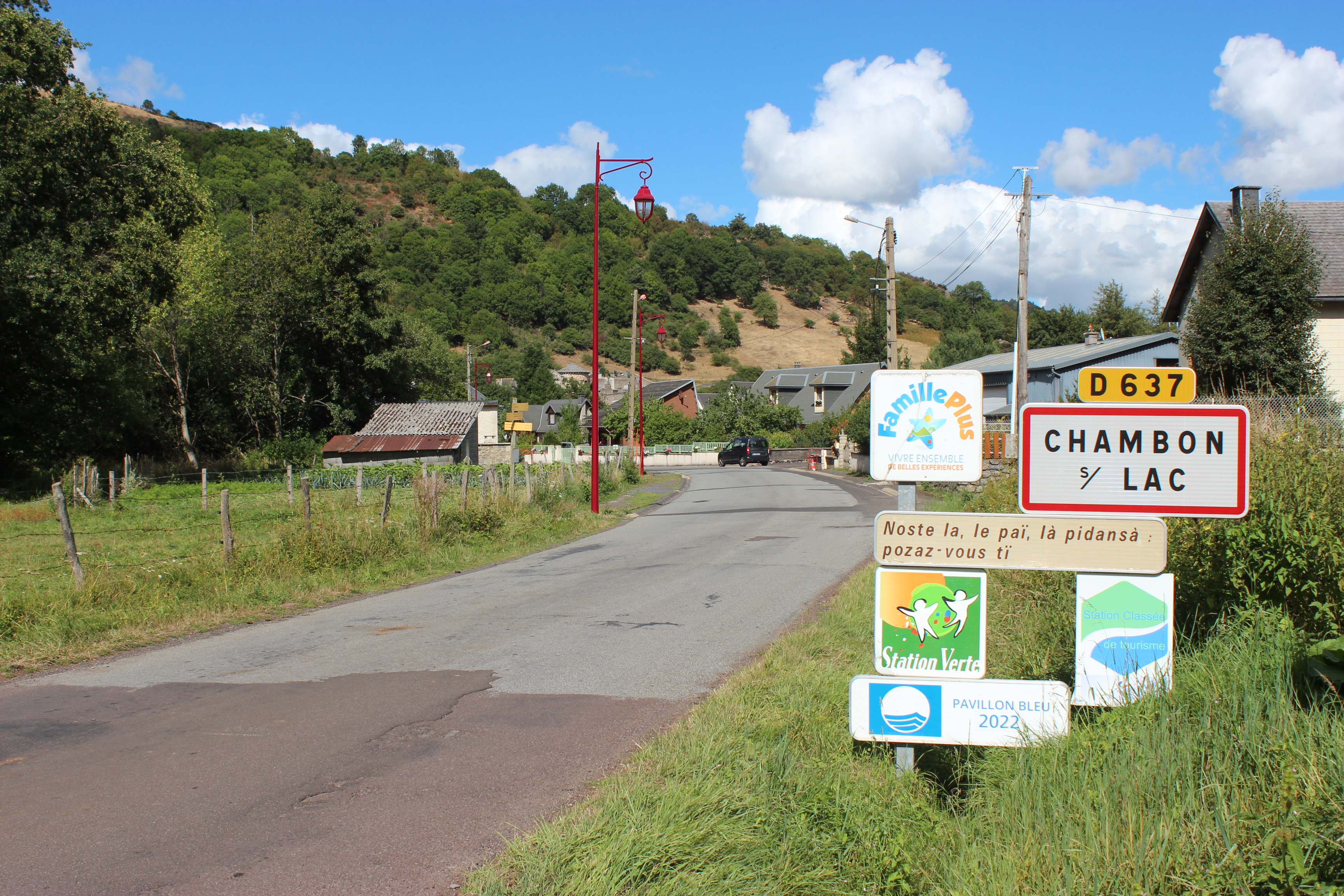
Panneau en auvergnat (graphie de l'écriture auvergnate unifiée) à l'entrée du bourg de Chambon-sur-Lac

Elle a en partie été utilisée dans les milieux scolaires pour l'apprentissage de l'auvergnat jusqu'au début des années 2000. Elle faisait jusqu'alors concurrence à la norme classique de l'occitan qui était déjà et est toujours majoritaire.
Dans les années 1970/1980 elle était défendue en Auvergne par Pierre Bonnaud, Karl-Heinz Reichel et leur association Cercle Terre d'Auvergne. Elle est préférée par ceux qui pensent que l'auvergnat est une langue romane à part entière en la séparant de l'occitan.

## Caractéristiques
Cette norme est volontairement proche du système graphique du français. Elle possède aussi quelques similitudes avec la norme classique : les digrammes nh/lh ; terminaison de la conjugaison de la première personne du pluriel en m (Nous chantons : chantem prononcé [ʧãtɛ̃], [ʃãtɛ̃] ou [tsãtɛ̃]). La terminaison des mots féminins est en -à [ɔ] et le pluriel se fait en -a [a] (ou -ä [ɛ] pour les parlers en è), les articles correspondants sont là et la/lä ou li. Le pluriel de la plupart des mots masculins se fait en -ei [ɛj] ou [i] avec comme articles correspondants le/lou au singulier et leù, lau, loû, lu, lei, li au pluriel selon les régions.
Elle ne présente pas les terminaisons étymologiques pour retenir les graphèmes issus du français à l'époque moderne (infinitif : parlâ et non parlar, forme occitane d'origine présente dès les écrits médiévaux et conservés au sein de la norme classique), et développe un système d'accents pour les palatalisations (exemples : lïbre, lünà), on trouve aussi des accents pour représenter les diphtongues ow (où), euw (eù), etc. Le phonème [u] est écrit ou comme en français.

## Ouvrages
- Pierre Bonnaud, Écrire l'auvergnat - L'écriture auvergnate unifiée : origines, principes, conventions, Clermont-Ferrand, CTA, 1982.  (ISSN 0335-850X).
- Pierre Bonnaud, Grammaire générale de l'auvergnat à l'usage des arvernisants, coll. Eubransa /Travaux, CTA, Chamalières 1992.  (ISSN 0398-9488).
- Pierre Bonnaud, Nouveau Dictionnaire général français - auvergnat, éditions Créer, Nonette 1999.  (ISBN 2-909797-32-5).(aperçu limité en ligne).
- Karl-Heinz Reichel, Dictionnaire général auvergnat - français, éditions Créer, Nonette 2005. (ISBN 2-84819-021-3). (aperçu limité en ligne).